# Ämbetsmannaregering
Ämbetsmannaregering eller tjänstemannaregering är en regeringskonstellation som inte består av politiker, utan huvudsakligen av ämbetsmän. En regering av detta slag är ofta av tillfällig natur och tillsätts när det för tillfället inte finns någon parlamentarisk möjlighet att bilda en stabil politiskt färgad regering.
De svenska regeringarna var av detta slag, till och med regeringen Ramstedt. Sedan parlamentarismens genombrott har ämbetsmannaregeringar dock tillsatts endast undantagsvis, och då i avsikt att vara expeditionsregeringar: så var fallet med regeringen Hammarskjöld, vilken dock fick förlängt förtroende på grund av första världskrigets utbrott (1914-1917), samt med regeringarna De Geer d.y. (1920–1921) och von Sydow (1921). Finland hade dock ämbetsmannaregering så sent som 1975, då Keijo Liinamaa var opolitisk statsminister. I Italien har bl.a. Mario Monti (2011-2013) och Giuseppe Conte (2018-2021) varit opolitiska regeringschefer.